# ジュネーヴ州
ジュネーヴ州（ジュネーヴしゅう、仏: République et Canton de Genève）は、スイスのカントン（州）。人口は48万4736人（2015年12月）、州都はジュネーヴ。45の自治体に分かれている。第一公用語はフランス語。略号はGE。
スイスの26州の中でも、州政府・州議会などの機関の権限が大きく、強い自治権を行使している州の一つでもある。

## 地理

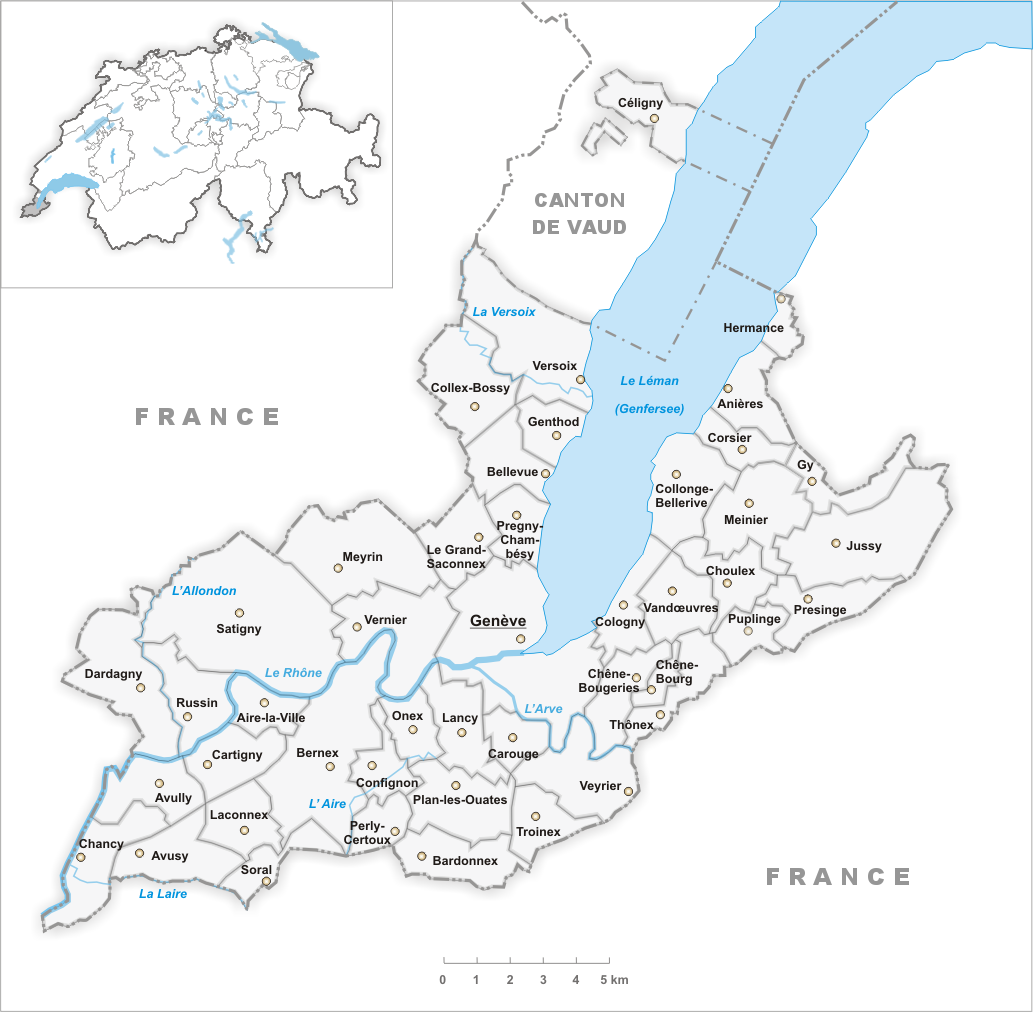
ジュネーブ州の地図

ジュネーヴ州はスイスの西端に位置し、ほぼフランスに囲まれる形になっている。また、州の東北境はレマン湖に面している。

### 隣接している州
- 北:ヴォー州
- 北東:レマン湖
- 上記以外:フランス国境

## 歴史
サヴォワ地域の小規模な自立国家都市であったが、1535年に共和国となり、1536年にはカルヴァンの亡命を受け入れる（1538年には追放されるが1541年に再び受け入れられている）など、一躍国際都市として注目されるようになる。カルヴァンの到着以来、16世紀半ばからは主にフランスやイタリアから数多くの新教徒が移住して、時計産業、銀行業をはじめ、経済的にも発展を見せた。

### エスカラードの戦いと独立の強化
このような新教徒の国の発展を警戒したサヴォワ公カルロ・エマヌエーレ1世は1602年12月11日から12日にかけての夜、軍隊を結集して夜襲をかけた。（この際、ロワイヨームおばさんMère Royaumeが台所の窓を開け、下にいたサヴォワ兵に気がついて、とっさに火にかかっていた野菜スープを鍋ごとぶちまけて敵兵を撃退したという逸話はジュネーヴ市民の間では伝説的な英雄談である。）

夜明けまで続いた戦いはジュネーヴの圧倒的な勝利に終わり、以来、ジュネーヴはこの地方でゆるぎない地位を築くことになる。

この「エスカラードの戦い」は、現在でも12月の第2週末にエスカラード祭として祝われ、ジュネーヴで最も賑やかな祝日である。

1685年のナントの勅令撤廃に伴い、フランスからの新教徒の流入はいっそう多くなって、18世紀にはジュネーヴは飛躍的な発展を見せた。

### フランスへの併合とスイス連邦への加盟
人口の急激な増加により政情不安となっていたジュネーヴは、1798年にフランスに併合される。ナポレオン・ボナパルトの敗北を待ち、1813年に再び独立する際、スイス連邦加入の交渉を始め、元サヴォワ領のカルージュなど近郊諸都市とともに1815年にスイス連邦の一員となった。1846年の革命によってジュネーヴ共和国・州憲法が成立し、現在に至っている。

### 世界都市ジュネーヴ
19世紀にはその中立的な立場から多くの移民を受け入れ、また1864年にはアンリ・デュナンの主導で赤十字国際委員会が発足、ジュネーヴで最初の国際機関となる。
第一次世界大戦後、ジュネーヴに国際連盟本部が置かれ、以後、世界でも有数の国際機関の集約地となった。現在は上述の赤十字国際委員会、国際連合ヨーロッパ本部をはじめ、国際連合人権高等弁務官事務所、国際連合人権委員会、国際連合難民高等弁務官事務所、国際連合エイズ合同計画、国際連合人道問題調整事務所、国際連合貿易開発会議、国際電気通信連合、国際労働機関、世界気象機関、世界保健機関などの本部が置かれる。
このような背景から、人口50万人ばかりの小さな州であるが、日本も在ジュネーブ領事事務所（旧・在ジュネーブ日本国総領事館）のほか在ジュネーヴ国際機関日本政府代表部を置いている。

## 経済
経済力の強い都市であるが、フランスから近いため、フランスからの越境労働者が多数存在する。EUのシェンゲン協定は、人の往来の自由化を保証しており、スイスでは企業がスイス国籍者を優先して雇用する義務もないため、全くの制限なく外国人がスイスに通勤することを可能としている。統計によると、全労働者の4分の1がフランスからの越境労働者であり、この状況にジュネーヴ市民は「多くのスイス人を生活保護へと追いやっている」と反発している。

## 行政区（基礎自治体）
| 紋章 | フランス語名       | 日本語名               |
| ---- | ------------------ | ---------------------- |
|      | Aire-la-Ville      | エル＝ラ＝ヴィル       |
|      | Anières            | アニエール             |
|      | Avully             | アヴュリー             |
|      | Avusy              | アヴュジー             |
|      | Bardonnex          | バルドネ               |
|      | Bellevue           | ベルヴュー             |
|      | Bernex (GE)        | ベルネ                 |
|      | Carouge            | カルージュ             |
|      | Cartigny (GE)      | カルティニー           |
|      | Céligny            | セリニー               |
|      | Chancy             | シャンシー             |
|      | Chêne-Bougeries    | シェヌ＝ブジュリー     |
|      | Chêne-Bourg        | シェヌ＝ブール         |
|      | Choulex            | シュレ                 |
|      | Collex-Bossy       | コレ・ボッシー         |
|      | Collonge-Bellerive | コロンジュ・ベルリヴ   |
|      | Cologny            | コロニー               |
|      | Confignon          | コンフィニョン         |
|      | Corsier            | コルジエ               |
|      | Dardagny           | ダルダニー             |
|      | Genève (ville de)  | ジュネーヴ             |
|      | Genthod            | ジャント               |
|      | Le Grand-Saconnex  | グラン＝サコネ         |
|      | Gy (GE)            | ジー                   |
|      | Hermance           | エルマンス             |
|      | Jussy (GE)         | ジュシー               |
|      | Laconnex           | ラコネ                 |
|      | Lancy              | ランシー               |
|      | Meinier            | メイニエ               |
|      | Meyrin             | メイラン               |
|      | Onex (GE)          | オネ                   |
|      | Perly-Certoux      | ペルリー・セルトゥ     |
|      | Plan-les-Ouates    | プラン＝レ＝ズゥアト   |
|      | Pregny-Chambésy    | プレニー・シャンベジー |
|      | Presinge           | プレザンジュ           |
|      | Puplinge           | ピュプランジュ         |
|      | Russin             | リュッサン             |
|      | Satigny            | サティニー             |
|      | Soral (GE)         | ソラル                 |
|      | Thônex             | トネ                   |
|      | Troinex            | トロワネ               |
|      | Vandœuvres         | ヴァンドゥーヴル       |
|      | Vernier (GE)       | ヴェルニエ             |
|      | Versoix            | ヴェルソワ             |
|      | Veyrier            | ヴェイリエ             |